# Capitale San Juan de Capistrano
Pour les articles homonymes, voir San Juan Capistrano.
Capitale San Juan de Capistrano est l'une des deux divisions territoriales et statistiques de la municipalité de San Juan de Capistrano dans l'État d'Anzoátegui au Venezuela. À des fins statistiques, l'Institut national de la statistique du Venezuela a créé le terme de « parroquia capital », ici traduit par le terme « capitale » qui correspond au territoire où se trouve le chef-lieu de la municipalité afin de couvrir ce vide spatial, qui, selon la loi sur la division politique territoriale publiée dans le Journal officiel de l'État « n'attribue pas de hiérarchie politique territoriale, ni de description de ses limites respectives ». Ce territoire s'articule autour de Boca de Uchire, chef-lieu de la municipalité.

## Géographie

### Hydrographie
Le chef-lieu de la municipalité est situé à l'extrémité occidentale du cordon dunaire séparant l'océan Atlantique de la lagune d'Unare. La limite occidentale de la paroisse civile, qui forme également celle de la municipalité et de l'État d'Anzoátegui avec son voisin l'État de Miranda, est formé par le río Uchire retenu par un barrage sur le territoire paroissial et formant le réservoir de La Tigra.

### Démographie
Hormis Boca de Uchire, ville autour de laquelle s'articule la division territoriale et statistique, cette dernière possède plusieurs localités dont :
- Boca de Uchire
- Chavito